# Исторический бульвар
Исторический бульвар — бульвар в Севастополе, на высоте над Южной бухтой в центральной части города. Ограничен каменной стеной по периметру. Сейчас это своеобразный зелёный заповедник, где много редких пород деревьев и кустарников. Но прежде всего это комплексный памятник. Здесь находятся всемирно известная панорама «Оборона Севастополя 1854-1855 годов», 14 памятников и мемориальных обозначений, которые увековечили героизм защитников Севастополя в годы Крымской войны.
С 2018 года закрыт на первую за 70 лет реконструкцию.

## История

### Оборона Севастополя
Выше Театральной площади (ныне площадь Ушакова) по проекту Инженерного ведомства в 1834 году предполагалось построить один из бастионов для защиты Севастополя с суши. В 1840 году на высоте был разбит бульвар, который получил название Великий, высота стала называться Бульварной. Строительство 4-го бастиона на этой высоте началось весной 1854 год после начала Крымской войны. В июле в районе бульвара было построено несколько батарей, вооруженных 29 пушками, снятыми с корвета «Пилад» и других судов.
К моменту высадки врага 2 сентября 1854 года в Евпатории укрепления на Бульварной высоте не были достроены, они достраивались и вооружались уже под огнем французских и английских осадных батарей. В ходе обороны Севастополя на высоте и её склонах были построены: 4-й бастион, Язоновский редут и 27 номерных батарей. Укрепления были объединены во вторую дистанцию оборонительной линии, которой командовал вице-адмирал Ф. М. Новосильский. Оборона дистанции постоянно совершенствовалась, к моменту первой бомбардировки 5 октября 1854 года на ее вооружении было 72 пушки разных калибров.
В октябре 1854 года командование союзных войск выбрало 4-й бастион целью главной атаки. Укрепления подвергались сильному обстрелу со стороны вражеских батарей. Попытки союзников прорыть подземные галереи под укрепления 4-го бастиона и взорвать его не увенчались успехом. С 4-го бастиона в ночное время происходили вылазки в расположение врага. К концу обороны города на вооружении дистанции было 243 пушки. 27 августа 1855 года войска взорвали укрепления по приказу командования и перешли на Северную сторону.

### После обороны Севастополя

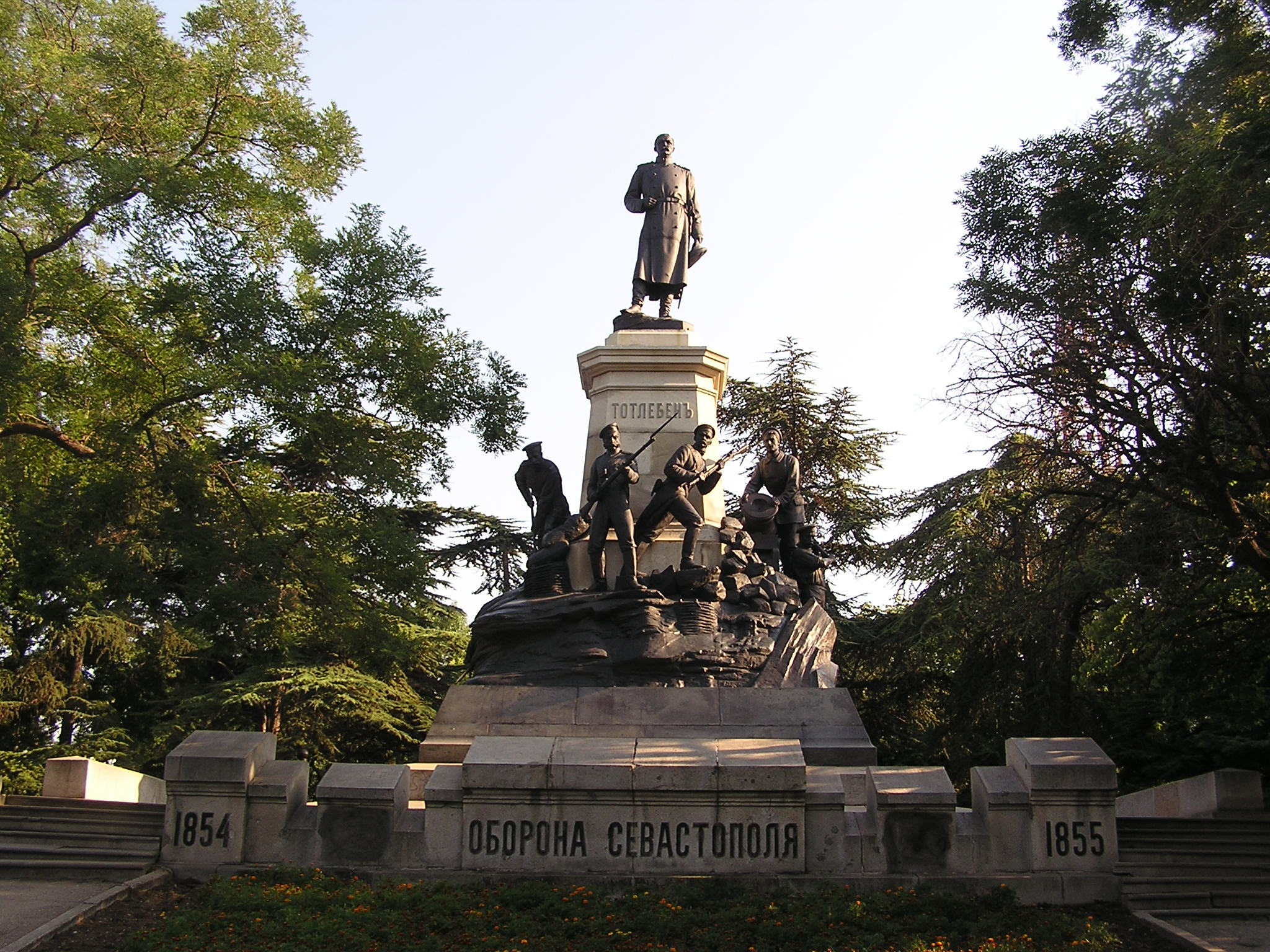
Памятник Э. И. Тотлебену

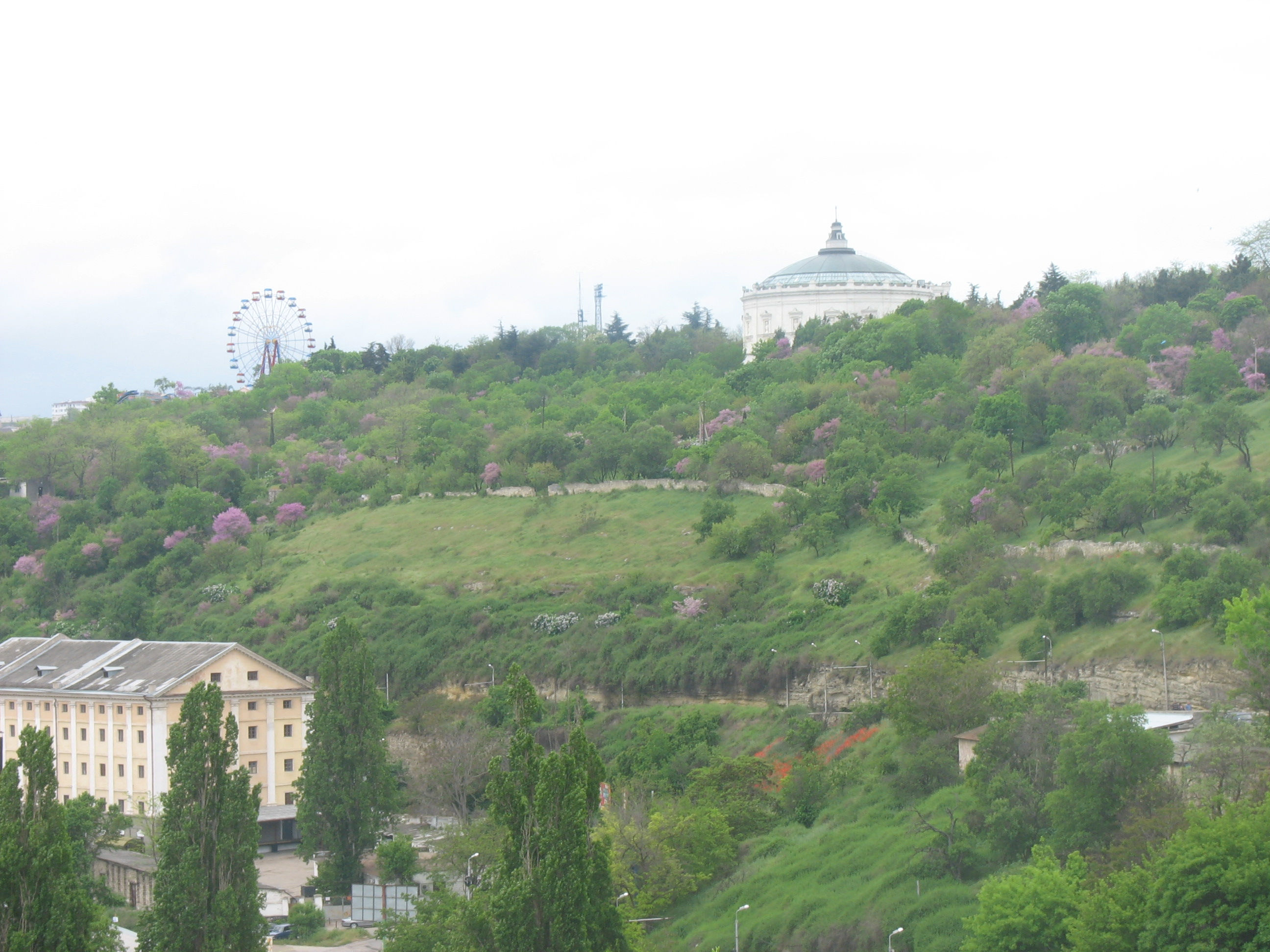
Исторический бульвар

В 1875 году городской думой было принято решение, запрещавшее любое строительство на месте русских укреплений 1854 и 1855 годов. В 1876 году по всей Российской империи была открыта подписка для устройства Исторического бульвара по линии бывших бастионов. Благоустройство началось с 4-го бастиона как «самого памятного пункта», и в 1881 году на прежнем бастионе была закончена посадка деревьев. В конце XIX века на Историческом бульваре были установлены каменные тумбы с номерами бывших батарей. Сооружение большинства памятников на бульваре было закончено в 1904 - 1905 годах к 50-летию начала обороны Севастополя. Была освящена панорама «штурма 6 июня 1855», по проекту архитектора Кольба сооружены памятники на месте 4-го бастиона и Язоновского редута, по проекту военного инженера О. И. Энберга выполнены мемориальные обозначения батарей, восстановлены левый фас 4-го бастиона и блиндаж, вход в подземно-минные галереи, разбит сквер. В 1909 году был открыт памятник Э. И. Тотлебену, в 1910 году — обозначение пребывания на бастионе Л. Н. Толстого. Вход на бульвар был платный, в выходные и праздничные дни играл оркестр. Однако пребывание на бульваре велосипедистов, собак и низших чинов запрещалось. Его окрестности охранялись патрулями.
В годы революции и гражданской войны на Историческом бульваре проходили митинги жителей города, тайные митинги немецких солдат из состава оккупационных войск.
После гражданской войны бульвар пришел в запустение и только после 1925 года город принял меры для наведения там порядка и благоустройства. Инженер О. И. Энберг выполнил проект новой планировки бульвара, получивший имя Л. Толстого, была заменена полностью кровля Панорамы, устроено освещение бульвара. В 1926—1927 годах было высажено несколько сот деревьев, асфальтированные дорожки, построены площадки для лаун-тенниса, для игры в футбол, детский, кегельбан и т. д., поставленные лавки. В 1928 году была открыта мемориальная доска в честь 100-летия со дня рождения Толстого. 1 мая 1933 года на месте бульвара был открыт Парк культуры и отдыха, которому было присвоено имя Л. Н. Толстого.
В годы Великой Отечественной войны на бульваре располагалась позиция зенитной артиллерии, в нескольких десятках метров от памятника Э. И. Тотлебену находились штаб ВВС, штаб и КП ПВО Черноморского флота, в подземно-минных галереях работали курсы МПВО. В дни обороны Севастополя 1941-1942 годов было разрушено здание панорамы, повреждены мемориальные обозначения батарей, уничтожены деревья.
После войны, в 1945 году, под руководством скульптора Л. Н. Писаревского был восстановлен памятник Э. И. Тотлебену. В 1946 году архитекторы Л. Л. Егоров и Е. Д. Кудрявцева составили проект восстановления Исторического бульвара, он и был воплощен в жизнь. Продольная ось бульвара проходит по аллее от главного входа в восстановленных орудийных двориках 4-го бастиона. Отреставрированы мемориальные обозначения батарей.
В 1954 году была открыта восстановленная советскими художниками Панорама «Оборона Севастополя 1854—1855 годов», в 1958 году — новое мемориальное обозначение пребывания на 4-м бастионе Л. Н. Толстого. В 1983 году у главного входа на бульвар с площади Ушакова к 200-летию основания города был установлен бюст Ф. Ф. Ушакова.
В 2018 году бульвар закрылся на реконструкцию. В ходе исследований на Историческом бульваре, начатых в 2016 году и продолженных с конца октября 2018 года, сделано более 8 тысяч находок, среди которых одна из самых интересных — ранее не известный историкам тайный подземный ход под четвертым бастионом высотой около 1,7 метра, прорубленный в скальной породе на глубине около 4 метров. Подобные открытия дают возможность понять устройство оборонительных сооружений и обновить ранее составленные их планы и чертежи.

## Мероприятия
В районе передового бруствера 4-го бастиона ежегодно в день Севастополя проходит театрализованное представление — штурм укрепления в период обороны Севастополя от французов. На неё приезжает большое количество гостей города и Крыма.